# Jan-Henning Himborn
Jan-Henning Himborn (* 21. März 1977) ist ein ehemaliger deutscher Handballspieler, der als Handballtrainer beim Bundesligisten SV Union Halle-Neustadt tätig war.

## Karriere
Himborn begann das Handballspielen beim Bargfelder SV. Später lief der Rückraumspieler für die HSG Sasel/DUWO und den TSV Ellerbek auf. Bis zum Jahr 2005 spielte er für den DHK Flensborg. Anschließend lief Himborn zwei Spielzeiten für den Regionalligisten SG BraHU auf, für die er insgesamt 213 Tore warf. Ab 2007 spielte er beim TuS Esingen.
Himborn sammelte beim TuS Esingen seine ersten Trainererfahrungen. Im Jahr 2009 wurde der diplomierte Sportwissenschaftler Sportlicher Leiter bei TuS Esingen und trainierte mehrere Mannschaften gleichzeitig im Verein. Während seiner Zeit in Esingen stieg unter seiner Leitung sowohl die Herren- als auch die Damenmannschaft in die Oberliga auf und die weibliche A-Jugend qualifizierte sich für die A-Juniorinnen Bundesliga. Im Jahr 2017 verließ Himborn den TuS Esingen und übernahm die Leitung der Geschäftsstelle beim SV Union Halle-Neustadt. Weiterhin übernahm er das Traineramt der 2. Damenmannschaft, die in der Oberliga antrat. Nachdem der Trainer der Zweitligamannschaft von Union Halle-Neustadt seine Tätigkeit aus gesundheitlichen Gründen beendet hatte, übernahm die bisherige Co-Trainerin diesen Posten. Da ihr die nötige Trainerlizenz fehlte, wurde sie ab Dezember 2017 bis zum Saisonende 2017/18 auf der Trainerbank von Himborn unterstützt. Anschließend konzentrierte er sich wieder auf seine Aufgaben in der Geschäftsstelle. Als kurz vor dem Beginn der Bundesligasaison 2020/21 der Trainer den Verein verließ, übernahm Himborn diesen Posten. Nach der Saison 2020/21 gab Himborn diesen Posten an Katrin Schneider ab, jedoch leitet er weiterhin die Geschäftsstelle. Nachdem Katrin Schneider im Februar 2023 freigestellt wurde, übernahm Himborn erneut bis zum Saisonende 2022/23 das Traineramt. Im Mai 2024 übernahm er zum letzten Mal das Traineramt des SV Union Halle-Neustadt. Im Sommer 2024 wechselte er in die Geschäftsführung des Ligakonkurrenten HSG Blomberg-Lippe.